# Cybaeus sasayamaensis
Espèce
Cybaeus sasayamaensis est une espèce d'araignées aranéomorphes de la famille des Cybaeidae.

## Distribution
Cette espèce est endémique de l'île Honshū au Japon,. Elle se rencontre dans les préfectures d'Osaka et de Hyōgo.

## Description
Le mâle holotype mesure 2,60 mm et la femelle paratype mesure 2,90 mm.

## Étymologie
Son nom d'espèce, composé de sasayama et du suffixe latin -ensis, « qui vit dans, qui habite », lui a été donné en référence au lieu de sa découverte, Sasayama.

## Publication originale
- Ihara, 2010 : Revision of the Cybaeus hiroshimaensis-group (Araneae: Cybaeidae) in western Japan. Acta Arachnologica, Tokyo, vol. 58, no 2, p. 69-85 (texte intégral).